# ميخائيل وايت (عازف جاز)
ميخائيل وايت (بالإنجليزية: Michael White)‏ هو عازف جاز أمريكي، ولد في 24 مايو 1930 في هيوستن في الولايات المتحدة، وتوفي في ديسمبر 2016.

## وصلات خارجية
- مايكل وايت على موقع ميوزك برينز (الإنجليزية)
- مايكل وايت على موقع أول ميوزيك (الإنجليزية)
- مايكل وايت على موقع ديسكوغز (الإنجليزية)